# ژوزف گونزالس (بازیکن فوتبال)
ژوزف گونزالس (فرانسوی: Joseph Gonzales‎؛ ۱۹ فوریه ۱۹۰۷ – ۲۶ ژوئن ۱۹۸۴) بازیکن و مربی فوتبال اهل فرانسه بود.
از باشگاه‌هایی که در آن بازی کرده‌است می‌توان به باشگاه فوتبال المپیک مارسی، و باشگاه فوتبال والنسین، باشگاه فوتبال المپیک مارسی، و باشگاه فوتبال لیل اشاره کرد.
وی همچنین در تیم ملی فوتبال فرانسه بازی کرده‌است.